# NGC 7797
NGC 7797 (другие обозначения — PGC 73125, UGC 12877, MCG 0-1-11, ZWG 382.10, IRAS23563+0321) — галактика в созвездии Рыбы.
Этот объект входит в число перечисленных в оригинальной редакции «Нового общего каталога».